# Josefina Passadori
Josefina Passadori (Mezzanino, Pavía, 5 de abril de 1900 – San Isidro, 13 de diciembre de 1987) fue una escritora, política y educadora argentina de origen italiano. Fue autora de numerosas obras, entre ellas los manuales escolares Manual del Alumno con los que se educaron numerosas generaciones de argentinos y de libros de poesía que publicó bajo el pseudónimo Fröken Thelma. Sus escritos también gravitaron en la educación de Venezuela y Paraguay.

## Biografía
Fue una de las sobrevivientes del naufragio del MS Monte Cervantes, que el 22 de enero de 1930 encalló frente al faro Les Eclaireurs, en Tierra del Fuego.
Vecina de La Plata desde niña y nacionalizada argentina a temprana edad, en 1922 egresó de la Escuela Normal Nacional N.º 1 Mary O. Graham de esa ciudad, institución en la que luego ejerció la docencia durante casi cuarenta años en las asignaturas de Castellano, Italiano, Historia Antigua, Geografía Americana, Geografía Argentina, Literatura Americana, Literatura Argentina y Cultura Argentina. Enseñó en otros establecimientos, tales como la Escuela Normal de la Inmaculada de La Plata, la Escuela N.º 18 del Consejo Escolar Nº14 de la ciudad de Buenos Aires, la Escuela de Periodismo de la Universidad Nacional de La Plata, y la Universidad Popular Sarmiento, también de La Plata de la que, además, fue rectora durante varios años.
A los veinte años fundó, y fue presidente por dos períodos consecutivos, la primera cooperativa escolar de consumo de América Latina, integrada exclusivamente por alumnas.
Actuó al frente de diversas instituciones culturales como, por ejemplo, la Sociedad de las Artes, de la que fue presidente; colaboró en varios periódicos de su ciudad de residencia, principalmente en El Argentino y El Día,  y en la Revista del Suboficial; dictó numerosas conferencias sobre geografía, literatura y didáctica, tanto en Argentina como en el extranjero. También fue ella quien ha animado y administrado las Ediciones del Bosque, que nucleó a la intelectualidad platense y que publicó sin fines de lucro la obra de jóvenes poetas y prosistas de la provincia de Buenos Aires, como María Dhialma Tiberti o María de Villarino. 
Se desempeñó también como subsecretaria de Educación de la provincia de Buenos Aires y, posteriormente, como Secretaria Provincial del Consejo General de la Minoridad.
Fue autora de textos didácticos de Geografía, publicados siempre por la Editorial Kapelusz, y de más de 30 libros, algunos en colaboración con otros autores, como el Manual del Alumno, que varias generaciones de argentinos utilizaron en la escuela primaria.

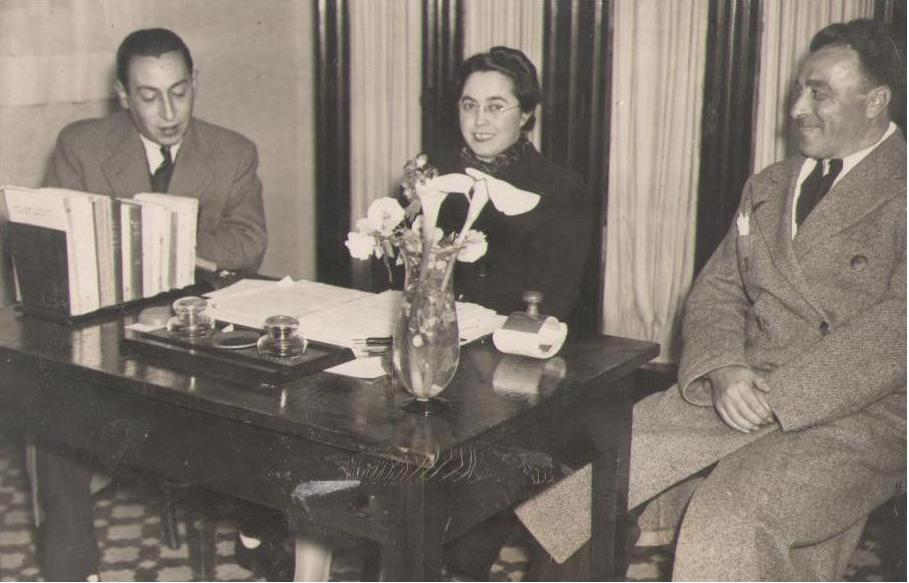
Josefina Passadori, rectora, Universidad Popular Sarmiento, La Plata, 1939

## Principales obras publicadas
- Elementos de geografía (1940)
- El universo y los países (1941)
- Geografía de América (1938)
- Geografía General y de Asia y África (1942)
- El Continente Americano (1939)
- El Mundo Actual (1955)
- El Universo y la Argentina (1939)
- Argentina (1939)
- Manual de Geografía Americana (1941)
- Nociones de Geografía Astronómica, General, y de Asia y África (1949)
- El territorio Argentino (1943)
- Geografía Universal (1944)
- Geografía Americana (1944)